# عبد الرحمن بن مرعي العدني
عبد الرحمن بن عمر بن مرعي بن بريك العدني عالم وفقيه ومحدث وداعية إسلامي سلفي يمني، مؤسس لدار الحديث بالفيوش، من طلاب مقبل بن هادي الوادعي البارزين، ومن مراجع السلفية في اليمن.

## نشأته
هو عبد الرحمن بن عمر بن مردوف بن بريك من فصيلة آل سالم بن عمر الحضرمي العدني، ولد في مديرية المنصورة-عدن في يوم 9 رمضان 1391هـ الموافق 28 أكتوبر 1971م. وذلك بعد أخيه الأكبر عبد الله بسنتين.

## طلبه للعلم
طلب العلم صغيرًا في مسجد النصر بعدن، واتم حفظ القرآن في سن الخامسة عشرة، وحفظ كذلك بلوغ المرام، وعمدة الأحكام، ورياض الصالحين عند بلوغه السادسة عشرة. لم يتم دراسته النظامية بسبب أنهم خلطوا البنات مع البنين في الامتحانات.
ثم رحل إلى الشيخ مقبل بن هادي الوادعي في دماج سنة 1408 هـ، ولازمه حتى توفي سنة 1422هـ، وأثناء مكوثه في دماج قام بتدريس علوم شتى وكان أكثر تدريسه لعلم الفقه.

## مشايخه
- مقبل بن هادي الوادعي (المتوفى 1422هـ) وأكثر ملازمته له.[8]
- محمد بن عبد الوهاب الوصابي (المتوفى 1436هـ) درس عنده الطحاوية ودروس أخرى في دماج.[8]

وتلقى عن بعض العلماء بحضور بعض مجالس لهم منهم:
- عبد العزيز بن عبد الله بن باز
- محمد ناصر الدين الألباني
- محمد بن صالح العثيمين
- عبد المحسن العباد البدر
- صالح بن فوزان الفوزان

## دار الحديث بالفيوش
بدأ بتأسيس معهد علمي في سنة 1428هـ باليمن بمنطقة الفيوش القريبة من مدينة عدن، وتم افتتاحه رسميًا في 7 ربيع الأول 1432هـ الموافق 10 فبراير 2011م، يوصف هذا المعهد العلمي بأنه أكبر المراكز السلفية في جنوب اليمن، وبأنه يضم الآلاف من الطلاب من مختلف الجنسيات، ويقع تحت إدارة المعهد الكثير من المساجد التي يتم تعيين أئمتها وخطبائها من إدارة المعهد. يقوم بالتدريس في المعهد بالإضافة إلى الشيخ عبد الرحمن العدني العديد من طلبة العلم ممن تخرجوا من دار الحديث بدماج أو المعهد نفسه. واستمر في التدريس فيه حتى لحظة اغتياله في 28 فبراير 2016، حيث خَلفَه أخوه عبد الله بن مرعي العدني.

### حادثة إخراج الطلاب الأجانب في نوفمبر 2014
بعد سيطرة الحوثيين على صنعاء بشهرين صدر قرار من محافظ لحج بمعية وزير الدفاع محمود الصبيحي بترحيل الطلاب الأجانب من المعهد على نفقة الدولة، حفاظًا على سلامتهم.

## اغتياله
اغتيل الشيخ في الأحد 19 جمادى الأولى 1437هـ الموافق 28 فبراير 2016 بعد خروج الحوثيين من عدن، عندما كان متوجهًا لصلاة الظهر في مسجده بالفيوش برفقة ولديه محمد (10 سنوات) وعمر (7 سنوات)، حيث تربص به مسلحان جاءا بسيارة نوع تويوتا لاند كروزر برادو، وناداه: يا شيخ يا شيخ، فلما التفت إليهما أطلقا عليه عشرين طلقة بباب مسجده، توفي على إثرها.
وهرب المسلحان مع سائق السيارة بسرعة جنونية، وأسرعت خلفهما المطاردات، حتى رُميت عجلاتها بالرصاص مما أدى إلى انقلابها في قرية جلاجل، وموت أحد المنفذين، وتم القبض على الاثنين الآخرين، وتسليمهما لقيادة التحالف. وقد أظهرت التحقيقات الأولية انتماءهم إلى تنظيم الدولة الإسلامية (داعش). وقد حلل مصدر صحفي أن هدف هذه العملية هو جر السلفيين إلى العنف والإرهاب اللذين كان عبد الرحمن العدني يرفضهما بشدة.

### ردود أفعال على اغتياله
- ادانت هيئة علماء اليمن في بيان رسمي حادثة الاغتيال.[17]
- أدان حزب الرشاد في بيان رسمي حادثة الاغتيال.[18]
- كلمات وقصائد رثائية كثيرة من مادحيه.[19]

## قالوا عنه

### المادحون
- كان شيخه مقبل بن هادي الوادعي كثير الثناء عليه ومن أقواله في ذلك:
  - «أصبح مرجعًا لإخوانه في علوم شتى».[20]
  - «الأخ عبد الرحمن ادعوا له جميعًا ان الله يثبته وأن يصرف عنه كل سوء مكروه فإذا ثبته الله سيأتيه طلبة العلم من اليمن وخارج اليمن وهو أهل لأن يُرحل إليه»[21]
  - «وفي الشحر عالمان فاضلان الشيخ عبد الرحمن بن مرعي العدني مبرز في الفقه الإسلامي وأدلته، وكذلك أيضًا مبرز في اللغة العربية وفي علم الحديث جزاه الله خيرًا»[21]
  - كما أوصى في وصيته قبل موته أهل السنة باليمن بالرجوع إليه في النوازل.[22]
- ربيع بن هادي المدخلي:
  - قال عنه: «لا تكلموني في عبد الرحمن فقد خبرته فوجدته ذهبًا صافيًا».[23]
  - وقال أيضًا: «الشيخ عبد الرحمن ما عنده حزبية نحن نعرف الرجل، وقد زكاه شيخه الوادعي واختاره أن يكون من المشايخ الذي يرجع إليهم عند الفتن».[24]
- وأوصى الشيخ محمد بن عبد الوهاب الوصابي في وصيته قبل موته كذلك أهل السنة بالرجوع إليه وطلب العلم عنده.[25]
- محمد بن عبد الله الإمام.[26]
- عبد العزيز بن يحيى البرعي.[27]
- حسن بن نور المروعي حيث قال: «جالست الشيخ عبد الرحمن سبعة عشر عامًا وهو جار لي في دماج ما علمت منه إلا كل خير، وما سمعت منه إلا كل خير، وكانت حلقته في دماج تعتبر أكبر حلقة  بعد الشيخ مقبل رحمه الله، وكان يعتبر المفتي بعد الشيخ مقبل، كثير النفع لإخوانه ما ان يُكمل درسًا حتى يفتح آخر، ولو قلت ما خلَّف الشيخ مقبل مثله في علم الحديث والفقه لما أبعدت الصواب»[28]
- وصي الله محمد عباس المدرس بالمسجد الحرام.[29]
- سليمان بن سليم الله الرحيلي إمام مسجد قباء.[30]

### القادحون
- يحيى بن علي الحجوري ومجموعة من طلاب دار الحديث بدماج في كتاب اسمه «مختصر البيان لحزبية عبد الرحمن ومن تبعه على الفتنة والعدوان» وصف الحجوري عبد الرحمن العدني في المقدمة بأنه «حزبي»، و«فُتِنَ بمطامع دنيوية تغريرات شيطانية»، وصدرت منه «أمور فضيعة وأفعال حزبية شنيعة».[31] وكتب بعض طلاب يحيى الحجوري كتابات مستقلة في إدانة عبد الرحمن العدني منهم:
  - سعيد بن دعاس المشوشي.[32]
  - معافى بن علي المغلافي.[33][34]
  - كمال بن ثابت العدني.[35]
  - محمد بن عبد الله باجمال.[36]
  - أنور بن محمود الرفاعي.[37]

## كتب وأبحاث عنه
- «العقد الذهبي في ترجمة العلامة عبد الرحمن بن مرعي العدني» تاليف سالم بن الخضر بن أحمد المنذري، مكتبة الإمام البخاري- البيضاء- اليمن.
- عزاؤنا في شيخنا عبد الرحمن بن مرعي العدني، تأليف عبد الرحمن بن عبد الله السقاف.
- «تقريب فقه الصيام والاختيارات الفقهية في مسائل الخلاف عند الشيخ المحدث الفقيه أبي عبد الله عبد الرحمن بن عمر بن مرعي العدني» من تأليف: عبد المحسن علي حسن الرملي الأيوبي.[38]
- «تقريب فقه زكاة الفطر والاختيارات الفقهية في مسائل الخلاف عند الشيخ عبد الرحمن بن عمر بن مرعي العدني» من تأليف: عبد المحسن علي حسن الرملي الأيوبي.[39]

## من أقواله
- الحماسة للدين مع الجهل ضلال.[40]
- الطريقة الصحيحة في تحصيل العلم إتقان المحفوظات قبل التصدر.[40]
- إن أعظم العمل بالعلم نشره وبثُّه وعدم كتمانه.[41]
- قد يكون الناصح أسوأ من المنصوح إذا تكبر عليه وإذا ازدراه وإذا رأى أن له فضلًا عليه.[41]
- العوام مثل الورقة البيضاء من سبق إليها كتب فيها.[42]
- احترام العلماء ومحبتهم ومعرفة فضلهم هذا من الدين.[42]